# Eva mitocondrială

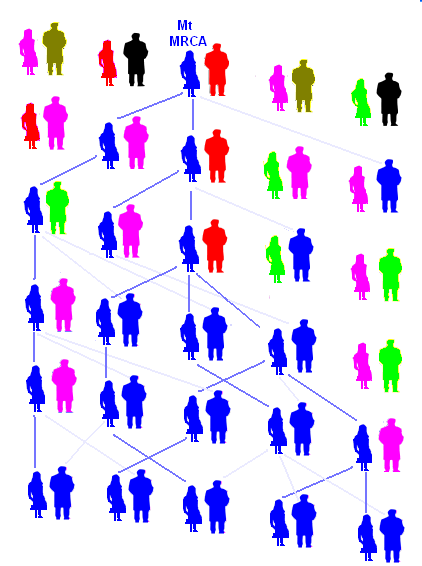
Prin derivă genetică sau selecţie filiaţia pe linie maternă poate fi urmărită până la o singură femeie numită, în mod alegoric, Eva mitocondrială

Eva mitocondrială este numele dat unei femei ipotetice reprezentând, în genetica umană, cel mai recent strămoș comun pe linie maternă (most recent common ancestor, abreviat MRCA în limba engleză). Cu alte cuvinte, aceasta a fost femeia din care coboară toți indivizii populațiilor actuale pe linia maternă, prin mamele acestor mame, și tot așa mai departe în trecut până când toate liniile converg la o singură persoană. Deoarece ADN-ul mitocondrial este transmis de la mamă la copii fără a suferi procesul de recombinare, toate moleculele de ADN mitocondrial de la fiecare persoană în viață sunt, prin definiție, descendente directe ale ADN-ului mitocondrial al acestei persoane. Deși se consideră că au trăit în perioade separate de mii de ani, Eva mitocondrială este corespondentul feminin al lui Adam cu cromozomul Y, cel mai recent strămoș comun pe linie paternă. 
Se apreciază că Eva mitocondrială a trăit cu aproximativ 200.000 de ani în urmă, cel mai probabil în Africa de Est în epoca în care Homo sapiens sapiens (sau omul modern din punct de vedere anatomic) s-a separat ca o populație distinctă de alte sub-specii umane. 
Eva mitocondrială a trăit cu mult mai devreme decât migrația primilor oameni în afara Africii, care se crede că a avut loc acum 45.000 - 95.000 de ani. Calcularea epocii în care ar fi trăit Eva mitocondrială a fost, pe deoparte, o lovitură dată ipotezei multiregionale privind apariția speciei umane și, pe de altă parte, un impuls pentru ipoteza originii africane recente a oamenilor moderni și a răspândirii lor ulterioare cu înlocuirea populațiilor umane arhaice din teritoriilor în care s-au extins, cum ar fi, spre exemplu, oamenii de Neanderthal în Europa. Ca urmare, în prezent, această ultimă ipoteză este cea dominantă. 